# Stan van den Hoven
Pas d'image ? Cliquez ici

a Compétitions nationales et continentales officielles uniquement.

b Matchs officiels uniquement.
Dernière mise à jour le 22 octobre 2024.
Stan van den Hoven, né le 22 novembre 1998, est un joueur néerlandais de rugby à XV qui évolue au poste de deuxième ligne. 

## Biographie
Stan van den Hoven joue à l'Utrechtse Rugby Club lorsqu'il est mis à l'essai au Montpellier Hérault Rugby en 2017. Non retenu, il part alors en Nouvelle-Zélande. Il arrive alors à Mount Maunganui pour rejoindre l'Inside Running Academy. Là-bas il se fait remarquer, et réussit à intégrer l'équipe de Nouvelle-Zélande de rugby à XV des moins de 19 ans. En 2017, il reçoit le prix honorifique de meilleur joueur moins de 19 ans de Bay of Plenty, alors qu'il évolue en club avec le Greerton Marist RC. L'année suivante, il fait partie du groupe élargi de l'équipe de Nouvelle-Zélande des moins de 20 ans pour préparer le championnat du monde junior 2018, mais n'est finalement pas retenu pour participer à la compétition. 
En 2019, il dispute son premier match professionnel en National Provincial Championship avec Bay of Plenty. Toujours joueur en club au sein du Greerton Marist RC, il est sélectionné avec les NZ Marists pour prendre part à un match entre le NZ Marist Team et le NZ Heartland XV (en).
L'année suivante, il devient un joueur régulier de Bay of Plenty, et rejoint aussi la franchise des China Lions (en), qui évolue en Global Rapid Rugby. Mais la saison est rapidement annulée à cause de la pandémie de Covid-19.
En 2021, en plus de son implication avec Bay of Plenty, il rejoint l'équipe development (espoir) des Chiefs. Mais son aventure néo-zélandaise s'arrête là. En 2022, il prend la direction des États-Unis et rejoint les Free Jacks de la Nouvelle-Angleterre qui évoluent en Major League Rugby pour un contrat de deux ans.
Lors de l'intersaison, il retourne en Nouvelle-Zélande et joue pour Taranaki. Mais il se blesse gravement au genou, et doit manquer la saison 2023 de MLR.
Pour la saison 2023 de NPC, il signe pour la province de Manawatu.

## Statistiques en club
| 2019      | Bay of Plenty                        | 2  | 0 |
| 2020      | Bay of Plenty                        | 8  | 0 |
| 2020-2021 | China Lions (en)                     | 0  | 0 |
| 2021      | Bay of Plenty                        | 7  | 0 |
| 2022      | Free Jacks de la Nouvelle-Angleterre | 16 | 0 |
| 2022      | Taranaki                             | 1  | 0 |
| 2023      | Manawatu                             | 7  | 0 |
| 2019-2023 | Total                                | 41 | 0 |